# Tau ban no hoi
Tau ban no hoi (投奔怒海 pinyin Tóubēn Nù Hăi "Al mar embravegut", comercialitzada internacionalment com Boat People) és una pel·lícula de Hong Kong dirigida per Ann Hui, estrenada als cinemes l'any 1982. La pel·lícula és protagonitzada per George Lam, Andy Lau, Cora Miao i Season Ma. Als segons Hong Kong Film Awards, Boat People va guanyar premis a la millor pel·lícula, millor director, millor intèrpret novell, millor guió i millor direcció artística. També es va projectar fora de competició al 36è Festival Internacional de Cinema de Canes. L'any 2005, a la 24a edició dels premis de cinema de Hong Kong, Tau ban no hoi va ocupar el vuitè lloc de la llista de les 103 millors pel·lícules en llengua xinesa dels darrers 100 anys.
Tau ban no hoi va ser l'última pel·lícula de la "trilogia del Vietnam" de Hui. Explica la difícil situació del poble vietnamita després de la presa de poder comunista després de la caiguda de Saigon que va acabar amb la Guerra del Vietnam.

## Producció
A finals de la dècada de 1970, un gran nombre de refugiats vietnamites va inundar Hong Kong. El 1979, Hui estava fent el documental A Boy from Vietnam per la cadena RTHK. En el procés de fer la pel·lícula, va recopilar moltes entrevistes realitzades a refugiats vietnamites sobre la vida a Vietnam després de la Caiguda de Saigon. A partir d'aquestes entrevistes, va dirigir Woo Yuet dik goo si (1981) protagonitzada per Chow Yun-fat com Woo Viet, un navegant vietnamita a Hong Kong, i Tau ban no hoi.
La República Popular de la Xina, tot just acabant la una guerra amb Vietnam, va donar permís a Hui per filmar a l'illa de Hainan. Boat People va ser la primera pel·lícula de Hong Kong filmada a la Xina comunista. Hui va guardar un paper per a Chow Yun-Fat, però com que en aquell moment els actors de Hong Kong que treballaven a la Xina continental estaven prohibits a Taiwan, Chow Yun-Fat va declinar el paper per por de ser a la llista negra. Sis mesos abans que comencés el rodatge, i després que l'equip de filmació ja estigués a Hainan, un càmera va suggerir que Hui li donés el paper a Andy Lau. En aquell moment, Andy Lau encara era un nouvingut a la indústria cinematogràfica de Hong Kong. Hui va donar el paper a Lau i el va portar a Hainan abans d'una audició adequada o fins i tot de veure com era.

## Personatges
- Shiomi Akutagawa (George Lam): un fotoperiodista japonès que torna a Vietnam per informar sobre la vida després de la guerra
- To Minh (Andy Lau): un jove que espera marxar del país, enviat a la Nova Zona Econòmica
- Cam Nuong (Season Ma): noia de 14 anys que Akutagawa coneix a Danang
- Oficial Nguyen (Shi Mengqi): un funcionari vietnamita amb formació francesa que va donar mitja vida a la revolució; desil·lusionat amb la vida després de la guerra
- La mestressa de Nguyen (Cora Miao): una dona xinesa que està involucrada en el comerç del mercat negre i un contacte per a persones que volen sortir del país, mantenint en secret una aventura amb To Minh.

## Sinopsi
La pel·lícula es mostra des del punt de vista d'un fotoperiodista japonès anomenat Shiomi Akutagawa (Lam). Tres anys després de cobrir Danang durant la presa de poder comunista, Akutagawa és convidat a tornar a Vietnam per informar sobre la vida després de la guerra. És guiat per un tutor del govern a una Nova Zona Econòmica prop de Danang i li mostra un grup d'escolars jugant feliçment, cantant cançons de lloança a Ho Chi Minh.
L'escena que veu s'escenifica en realitat per enganyar la premsa estrangera. A Danang, és testimoni d'un incendi i és colpejat per la policia per fer fotos sense permís. També veu la policia colpejant un "reaccionari". Més tard veu com una família es veu obligada a abandonar la ciutat cap a una Nova Zona Econòmica i es pregunta per què no voldrien anar-hi, recordant els nens feliços que va veure.
A la ciutat, coneix a Cam Nuong (Ma) i la seva família. La seva mare treballa en secret com a prostituta per criar els seus fills. Té dos germans menors, el més gran, Nhac, és un nen intel·ligent que coneix l'argot estatunidenc, mentre que el nen més petit, Lang, era fill d'un coreà al qual va servir la seva mare. De Cam Nuong, Akutagawa descobreix els detalls horripilants de la vida sota el comunisme a Danang, inclosos nens que busquen objectes de valor en cadàvers acabats d'executar a la "granja de pollastres". Un dia, Nhac troba una munició sense explotar mentre s'amaga a les escombraries i és mort.
A la "granja de pollastres", Akutagawa coneix To Minh (Lau), un jove que acaba de ser alliberat de la Nova Zona Econòmica. Després que To Minh intenti robar la càmera d'Akutagawa, és jutjat i tornat a enviar a la Nova Zona Econòmica. Akutagawa utilitza les seves connexions amb un funcionari per seguir-lo allà. A la Nova Zona Econòmica, és testimoni dels maltractaments als reclusos. Torna al lloc on els nens somrients estaven cantant per ell abans, i es troba horroritzat que dormen desvestits en una caserna superpoblada.
Mentrestant, To Minh té un pla per escapar del país amb un amic anomenat Thanh. No obstant això, mentre un dia està de servei desmantellant mines terrestres, Thanh salta pels aires. To Minh puja al vaixell per fugir del país sol, però es prepara. La Guàrdia Costanera els espera i dispara indistintament al vaixell, matant a tots els tripulants i agafant tots els objectes de valor.
La mare de Cam Nuong és arrestada per prostitució i obligada a confessar públicament. Es suïcida empalant-se amb un ganxo. Akutagawa decideix vendre la seva càmera per ajudar Cam Nuong i el seu germà a sortir del país. La nit de la sortida del vaixell, Akutagawa els ajuda portant un contenidor de gasoil. No obstant això, són descoberts i els disparen. El contenidor de gasoil explota, cremant Akutagawa fins a la mort. La pel·lícula acaba amb Cam Nuong i el seu germà ben segurs al vaixell, esperant una nova vida en un lloc més lliure.

## Premis i nominacions
Boat People va ser nominada a 12 premis als segons Hong Kong Film Awards i en va guanyar 5, incloent Millor pel·lícula i Millor director. El 2005, va ocupar el vuitè lloc de les 103 millors pel·lícules en llengua xinesa dels darrers 100 anys en una cerimònia que commemorava els 100 anys del naixement del cinema en llengua xinesa. La llista va ser seleccionada per 101 cineastes, crítics i estudiosos.
| Categories               | Guanyador/persona nominada | Resultat  |
| ------------------------ | -------------------------- | --------- |
| Millor pel·lícula        | Millor pel·lícula          | Guanyador |
| Millor director          | Ann Hui                    | Guanyador |
| Millor guió              | Dai An-ping                | Guanyador |
| Millors nou intèrpret    | Season Ma                  | Guanyador |
| Millor director artístic | Tony Au                    | Guanyador |
| Millor actor             | George Lam                 | Nominat   |
| Millor actriu            | Cora Miao                  | Nominat   |
| Millor actriu            | Season Ma                  | Nominat   |
| Millor nou intèrpret     | Andy Lau                   | Nominat   |
| Millor fotografia        | Wong Chung-kei             | Nominat   |
| Millor muntatge          | Kin-kin                    | Nominat   |
| Millor banda sonora      | Law Wing-fai               | Nominat   |

La pel·lícula va ser nominada al Millor pel·lícula en llengua estrangera de l'any pel National Board of Review of Motion Pictures.

## Recepció
Hui considera Tau ban no hoi una de les seves pel·lícules preferides i molts crítics la consideren la seva obra mestra. La pel·lícula va atraure sobre Hui l'atenció internacional i va consolidar la seva reputació com a directora de la nova onada de Hong Kong. La pel·lícula va tenir molt d'èxit durant la seva estrena als cinemes, va recaptar 15.475.087 HK$, va batre rècords i va omplir cinemes durant mesos. Molts espectadors veuen la pel·lícula com una analogia amb Hong Kong després de ser retornada a la Xina (que s'estava negociant en aquell moment), amb el govern comunista vietnamita substituint el govern comunista xinès i advertir que la vida a Hong Kong després del traspàs serà semblant a la vida a Vietnam després de la presa de poder dels comunistes. A Hong Kong, la pel·lícula va ser nominada a 12 categories al Hong Kong Film Awards el 1983 i en va guanyar 5, inclosa la millor pel·lícula.
La pel·lícula també es va mostrar a molts festivals internacionals de cinema, inclòs el 36è Festival Internacional de Cinema de Canes. Molts crítics internacionals van trobar la pel·lícula poderosa, inclòs Serge Daney a Libération, Lawrence O'Toole a Motion Picture Review, i David Denby a New York. Al Festival de Cinema de Nova York va despertar una atenció inusual pel seu contingut polític percebut (a diferència de les habituals pel·lícules de kung-fu de Hong Kong a les quals el públic occidental estava acostumat) i alt valor de producció. Richard Corliss de la revista Time va escriure "[I]com qualsevol pel·lícula ;... amb un punt de vista fort, Boat People  és propaganda", i que "[l]es passions que provoca Boat People testimonien ... les habilitats de Hui com a cineasta popular." Janet Maslin a The New York Times va observar que Hui "manipula el seu material amb astucia, i rarament deixa que es faci pesat" i que les escenes de la pel·lícula "se senten com calcular astutament ficció en lloc de reportatge."
Tanmateix, alguns crítics del Festival de Cinema de Nova York van criticar el contingut polític de la pel·lícula, com ara J. Hoberman, Renée Shafransky i Andrew Sarris, tots escrivint a The Village Voice. Es van oposar al que consideraven el retrat unilateral del govern vietnamita i la manca de perspectiva històrica. Alguns altres ho van trobar políticament simplista i sentimental.

## Controvèrsies
Com que la pel·lícula es va produir amb la plena cooperació del govern de la República Popular de la Xina, un govern que havia lluitat recentment en una guerra amb Vietnam, molts la veuen com una propaganda anti-Vietnamita malgrat les protestes de Hui. The New York Times va escriure que la dura visió de la vida al Vietnam comunista de la pel·lícula no va ser inesperada, donada l'enemistat del govern de la RPC amb els vietnamites. Hui va emfatitzar la seva decisió de representar el patiment dels refugiats vietnamites a partir d'entrevistes extenses que va fer a Hong Kong. Va insistir que el govern de la RPC mai va demanar que canviés el contingut de la pel·lícula per fer propaganda contra Vietnam, i que només li van dir que "el guió havia de ser tan precís com fos possible." Ella va negar que la situació a Vietnam fos molt exagerada a la pel·lícula, com l'escena de l'atac del vaixell per la Guàrdia Costanera; es va inspirar en les notícies d'un vaixell de guàrdia creant remolins per enfonsar un vaixell que portava "boat people".
Al Festival de Cannes, alguns simpatitzants de l'esquerra van protestar contra la inclusió de la pel·lícula, i es va retirar de la competició principal. Això es va fer a instàncies de el govern francès, buscant consolidar les seves relacions amb la República Socialista del Vietnam.
A Taiwan, la pel·lícula, juntament amb totes les altres obres de Hui, va ser prohibida perquè es va rodar a Hainan, una illa de la República Popular de la Xina.